# Iñupiat
Les Iñupiat (au singulier : Iñupiaq ; au duel, Iñupiak ; mot formé sur l’inuite iñuk-piaq « vraie personne ») ou Inupiks sont un peuple autochtone d'Alaska vivant dans les boroughs de Northwest Arctic et North Slope au large du détroit de Béring. 

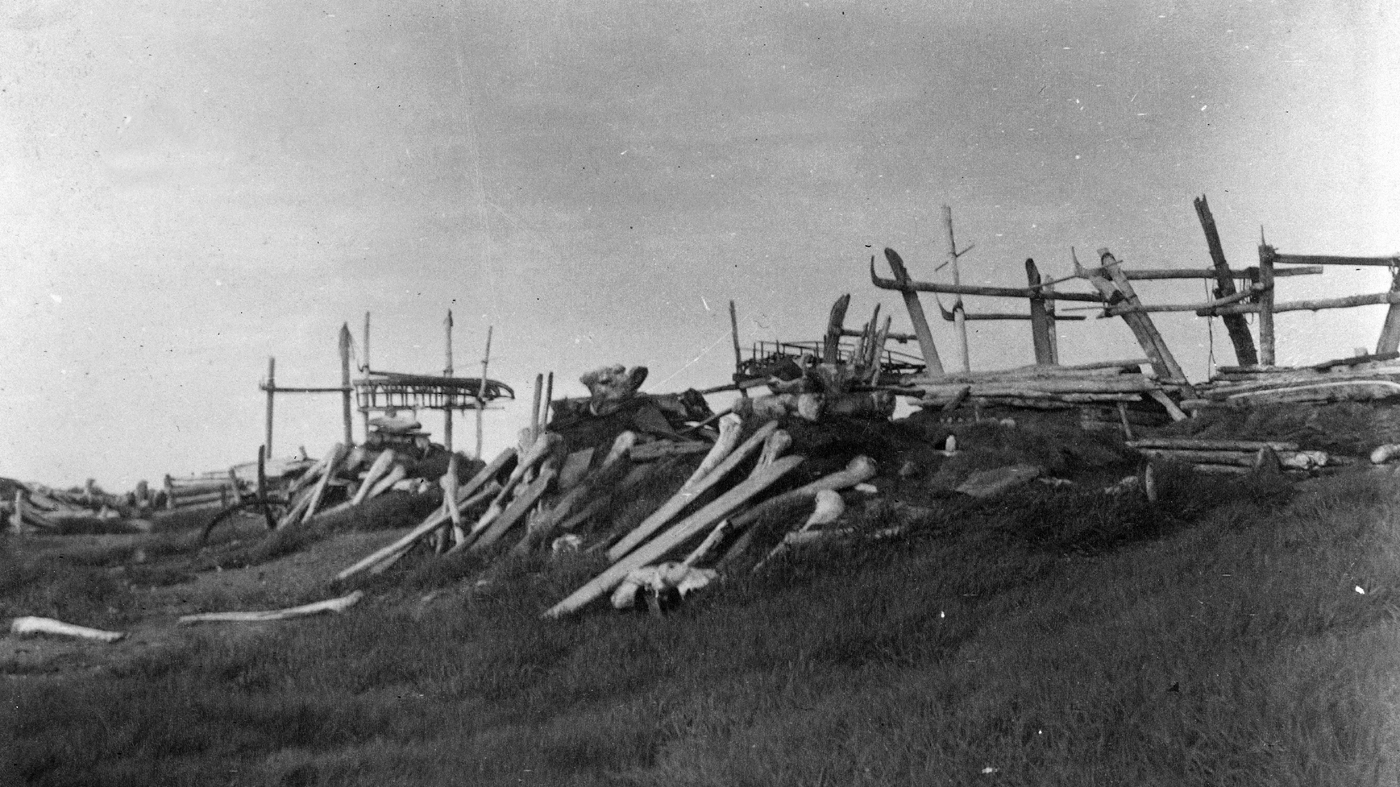
Halle commune semi-enterrée (Qargi) étayée avec des os de baleine à bosse, à Point Hope (Alaska) en 1885.
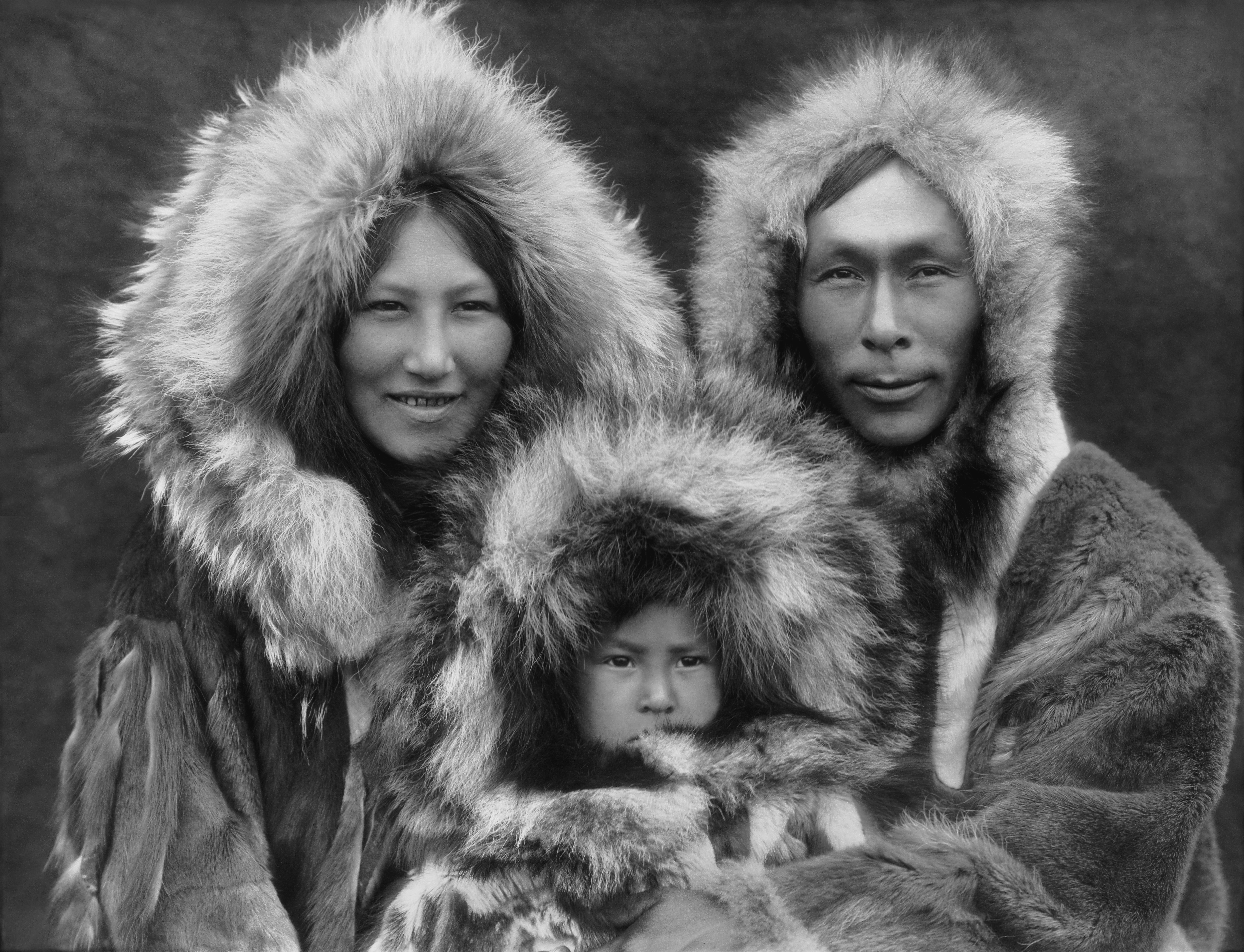
Famille Iñupiat, à Noatak en Alaska en 1929, photographiée par Edward Sheriff Curtis
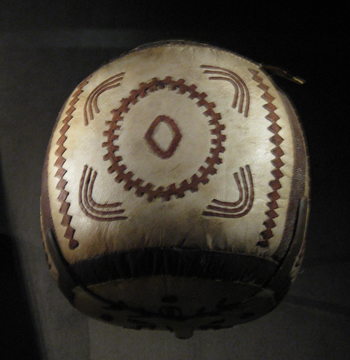
Ballon d'Iñupiaq (1910) provenant de Barrow (Alaska), collection du NMAI.
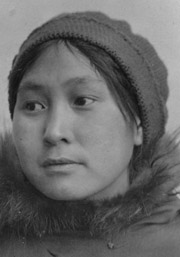
Ada Blackjack (1898-1983), exploratrice Iñupiat. Photo prise vers 1920.
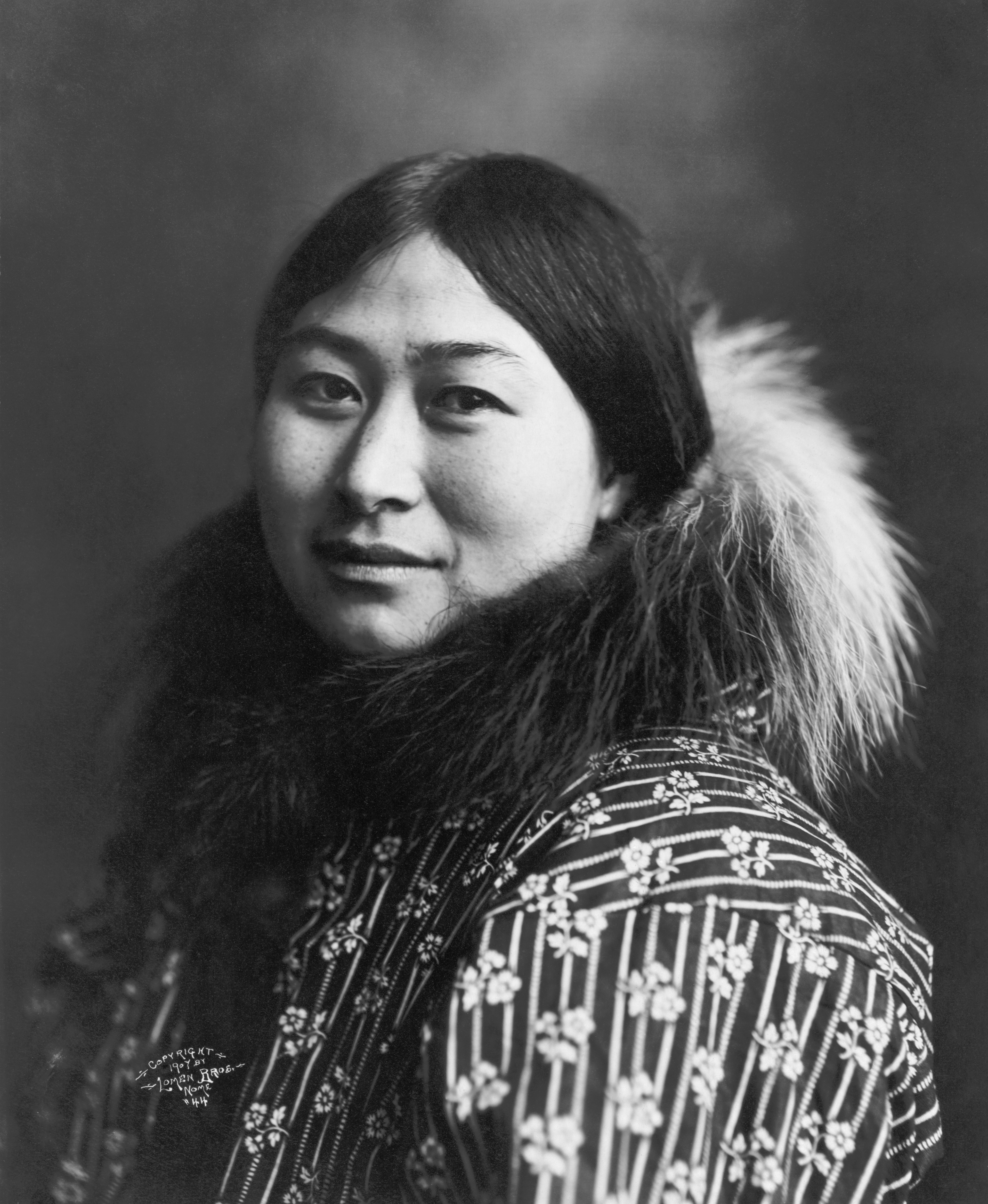
Nowadluk/Nowadlook (Nora) Ootenna, une Iñupiat. 1907 ou 1908.

## Histoire
Les tribus d’Iñupiat, comme d’autres groupes aléoutes, portent souvent un nom finissant en « –miut », suffixe qui signifie « peuple de » : ainsi Nunamiut est un terme générique qui désigne les Iñupiat continentaux chasseurs de caribou. 
À la suite d’un épisode de disette et de grippe (importée par les chasseurs de baleine américains et européens), ils avaient migré pour la plupart vers les côtes et d’autres régions de l’Alaska entre 1890 et 1910 ; mais plusieurs tribus nunamiuts ont regagné les montagnes dans les années 1930. 
En 1950, la plupart des tribus nunamiuts, comme les Killikmiuts, s'étaient réfugiées dans la vallée d’Anaktuvuk, village du centre-nord de l’Alaska. Certains Nunamiuts ont conservé un style de vie nomade jusque dans les années 1950.
Barrow, la ville la plus septentrionale des États-Unis, se trouve sur leur territoire et est principalement habitée par des Iñupiats. Leur langue, l’inupiaq, est un rameau des langues eskimo-aléoutes ; la culture iñupiat est perpétuée par le lycée d’Iḷisaġvik. Et les 4 000 habitants environ de Barrow (Alaska), forment la plus grande colonie permanente d’indigènes iñupiaqs du Nord de l'Alaska. 

## Moyens de subsistance
La subsistance des Iñupiat repose encore aujourd’hui fondamentalement sur la chasse et la pêche, et particulièrement la pêche à la baleine, à la gouvernance de laquelle cette population est aujourd'hui associée pour la zone arctique. Le maktak, mot désignant la chair et la graisse de baleine, est riche en vitamines A et C, : il s’agit d'un aliment vital pour des populations ne pouvant disposer de fruits ou de légumes.
La prise de baleine est l'affaire de la communauté : l’animal est découpé collectivement, la viande et la graisse faisant l'objet d'un partage dont les règles sont fixées par la tradition. Même des membres de la famille vivant à des milliers de kilomètres ont droit à une part du gibier de leur village d’origine. 
Selon Charles Wohlforth, les Inupiats ont été accusés de tuer trop de baleines. Des comptages scientifiques basées sur des observations visuelles faites dans des zones marines découvertes avaient donné une estimation de 1 300 individus.
Les autochtones estimaient eux que le chiffre était très sous-estimé car des baleines nageaient selon eux sous la banquise, qu'elles peuvent casser quand elle n'est pas trop épaisse pour respirer ; ces animaux échappant à l'observation.

## Importance croissante du pétrole de l'Alaska
Selon Tom Albert, scientifique travaillant sur la zone de l’Alaska North Slope (le Versant nord de l'Alaska) les habitants de Barrow montrent un intérêt très marqué pour les études environnementales et pour la recherche scientifique quand elles concernent les baleines ou les risques climatiques qui pourraient menacer ces animaux ; « peut-être plus qu’aucun autre groupe de résidents nulle part ailleurs aux États-Unis », mais ajoute-t-il, la science et les scientifiques n’ont pas toujours été aussi appréciés. Dans les années 1970, le National Marine Fisheries Service avait en effet entrepris un recensement « scientifique » des baleines (à partir d’observations visuelles sur les zones de mer dégagées), qui avait conclu à la présence d’environ 1 300 baleines boréales, chiffre qui a en 1978 poussé la Commission baleinière internationale à en interdire toute  chasse en mer de Béring (même pour la subsistance). 
Les autochtones ont aussitôt affirmé que ce recensement sous-estimait le vrai nombre de baleines car uniquement basé sur des observations visuelles de baleines nageant dans les chenaux d'eau libre près du rivage, alors que selon les Inupiaks, les baleines boréales peuvent longtemps nager sous la glace et aussi loin en mer, hors de portée des observateurs. Une déclaration écrite par un groupe de chasseurs reconnus a blâmé les auteurs du recensement en leur reprochant  une ingérence déraisonnable dans le mode de vie local ; avec des comptages faussés qui ont contribué à des quotas injustes. 
Plus tard, Tom Albert et d'autres ont amélioré les méthodes de comptage en utilisant l'observation, mais aussi des hydrophones, des méthodes statistiques complexes et en prenant en compte les connaissances traditionnelles des comportements des cétacés. Dans un cas, quand les observateurs n'ont vue que trois baleines, les hydrophones en on détecté 130 sous la glace. Le nombre estimé de ces baleines a donc été révisées à la hausse (4417 en 1985, 7200 en 1987, 7800 en 1988 et à 8200 en 1996 rapportent Raftery & Zeh ce qui a permis à la Commission baleinière d'accorder une dérogation pour la chasse de subsistance.
Ces dernières années, un grand nombre de forages et de pipelines ont été construits en Alaska et au large. Les royalties et salaires provenant du pétrole et des ressources minières ont constitué une source de revenu croissante et importante pour les communautés aléoutes notamment depuis que  l’oléoduc trans-Alaska relie les puits de Prudhoe Bay à Port–Valdez sur la côte méridionale de l’Alaska. 
Dans ce contexte, certains aspects de la pêche traditionnelle des cétacés entre en conflit avec l'industrie pétrolière et les besoins des sociétés modernes. La ville en grande partie inupiak de North Slope a selon son maire (qui est aussi capitaine de chasse à la baleine) favorisé le développement offshore et onshore de l’industrie pétrolière tout en affirmant comme « priorité numéro un » la protection du mode de vie autochtone (chasses de printemps et d'automne de baleines boréales).

## Changements globaux
Le développement de l’industrie pétrolière ne se fait pas sans conséquences environnementales et induit notamment un important bruit sous-marin, créé par les forages, mais surtout par levées sismiques. Ceci inquiète les baleiniers autochtones qui savent que les baleines ont l’ouïe sensible. Ce bruit peut déplacer les routes migratoires de dizaines de kilomètres et empêcher les chasseurs de trouver les baleines. En 2002, dans ce nouveau contexte, il était fréquent que des scientifiques en réunion soient à nouveau « traités de menteurs ou pire ».
Le réchauffement de l’Arctique est localement très perceptible et les Iñupiat ont pris conscience des menaces que le changement climatique fait peser sur leur mode de vie. Des Iñupiats collaborent avec des scientifiques en partageant leurs savoirs traditionnels et leurs observations récentes (dont sous l'égide de la NASA) afin de mieux mesurer le phénomène du réchauffement de l'arctique et ses effets écopaysagers.
Ces effets affectent déjà la société iñupiat à bien des égards : le recul de la banquise complique la chasse de la baleine à bosse, des otaries, du morse et des autres proies traditionnelles ; les hivers plus chauds rendent les marches à longues distances plus aléatoires et donc plus dangereuses ; le retard des glaces contribue à aggraver les crues et l’érosion des côtes, menaçant de nombreux villages. L’Inuit Circumpolar Council, qui regroupe les peuples indigènes de l’Arctique, a dénoncé l’aggravation du changement climatique comme une atteinte à leurs droits. Les prospectivistes s'attendent à une aggravation de la situation et à d'importants changements des systèmes socio-écologiques dès l'horizon 2020.